# ウクライナ東部紛争間のウクライナ軍航空機の損失
本項は、ウクライナ東部紛争におけるウクライナ軍（空軍および陸軍航空隊）航空機の損失について記述する。

## ウクライナ軍航空機の損失
- 2014年4月25日:クラマトルスク飛行場（英語版）において、陸軍航空隊所属のMi-8輸送ヘリコプター1機が反政府勢力の対戦車ミサイルによって撃墜[1]。

- 2014年5月2日:スラヴャンスクの戦いにおいて、陸軍航空隊所属のMi-24攻撃ヘリコプター2機が撃墜[2]。反政府勢力はそのパイロット1名を捕虜にしたと主張し[3]、ウクライナ内務省はMi-24攻撃ヘリコプター2機の撃墜により、2名の乗員が死亡したと発表した[4]。

- 2014年5月5日:反政府勢力の重機関銃による攻撃で陸軍航空隊所属のMi-24攻撃ヘリコプター1機が撃墜された。機体は川に不時着したため乗員全員が生存した。その後、墜落機は航空攻撃によって破壊された[5][6]。

- 2014年5月29日: 反政府勢力の攻撃によって陸軍航空隊所属のMi-8輸送ヘリコプター1機が撃墜され、クラマトルスクとカラチュン山（ウクライナ語版）の間に墜落。国家親衛隊のセルヒー・クルチスキー（英語版）少将を含む乗員14名が死亡、1名が重傷を負った[7][8]。

- 2014年6月6日:反政府勢力の個人携帯式地対空誘導弾2発によって空軍所属のAn-30B観測機1機がスラヴャンスクで撃墜された。当初、ウクライナ当局は乗員の生存を発表したが[9][10]、後に5名死亡、行方不明2名に訂正した[11]。

- 2014年6月14日:空軍所属のIl-76MD輸送機1機がルハーンシク空港（英語版）へ着陸態勢に入った際に撃墜され、乗務員9名と兵士40名が死亡した[12]。（詳細は「2014年ウクライナ空軍Il-76撃墜事件（英語版）」を参照）

- 2014年6月14日:反政府勢力は地方の警察署をクラスター弾で爆撃した空軍所属のSu-24戦闘爆撃機を携帯対空砲で撃墜したと主張した。さらに反政府勢力は、そのパイロットは緊急脱出しており、捜索のために1個チームが派遣されたと主張した[13]。

- 2014年6月19日:ドネツク民兵組織の報道官はヤームピリ（英語版）の戦闘において空軍所属のSu-25攻撃機1機を撃墜したと発表した[14]。

- 2014年6月24日:ウクライナ軍は空軍所属のMi-8輸送ヘリコプター1機がスラヴャンスク東方で反政府勢力に撃墜され、乗員9名全員が死亡したと発表した[15]。

- 2014年7月2日:空軍所属のSu-25攻撃機1機（機体記号06 blue）がドニプロペトロウシク国際空港で着陸に失敗して墜落。パイロットは緊急脱出した[16][17][18]。

- 2014年7月14日:東部ウクライナ上空6,500メートル（21,300フィート）を飛行中の空軍所属のAn-26輸送機1機（機体番号19 blue）が地対空ミサイルによって撃墜された。ウクライナ国防大臣は、この高度は反政府勢力の個人携帯式地対空誘導弾の範囲外であるため、ロシア軍によって撃墜されたと発表した[19][20][21]。乗員2名は親ロシア派民兵に捕らえられ、4名はウクライナ軍によって救出され、他2名は行方不明となった[22]。7月17日に行方不明のパイロットが遺体で発見された[23]。

- 2014年7月16日:東部ウクライナのアムウローシイウカ近くで空軍所属のSu-25M1攻撃機1機（機体記号03 blue）が撃墜された。パイロットは脱出した。ウクライナ国家安全保障・国防会議報道官アンドリー・ライセンコは、同機がロシア軍のMiG-29戦闘機から発射された1発のミサイルによって撃墜されたと発表した[24][25][26]。

- 2014年7月23日: 空軍所属のSu-25M1攻撃機2機（機体番号04 blue及び33 blue）がサヴールモヒラ（英語版）の反政府勢力占領地域で撃墜された。ウクライナ当局は、2機がロシアから発射された長射程対空ミサイルによって撃墜されたと発表した[27][28]。後に、ウクライナ首相のアルセニー・ヤツェニュクはインタビューにおいて、1機は空対空ミサイルによって撃墜された可能性があると言及した[29]。

- 2014年8月7日:親ロシア派勢力の9K37 ブーク地対空ミサイルによって空軍所属のMiG-29戦闘機1機がエナキエヴェ近くで撃墜された。そのパイロットは脱出したが、親ロシア派勢力に捕らえられ尋問された[30]。

- 2014年8月17日:東部ウクライナのルハンシク地域において、反政府勢力により空軍所属のMiG-29戦闘機1機が撃墜された。パイロットは何とか脱出し、捜索救難作戦によって発見された[31]。

- 2014年8月20日:東部ウクライナのルハーンシク州において、反政府勢力の攻撃により空軍所属のSu-24M戦闘爆撃機1機が撃墜された。乗員2名は緊急脱出した[32]。

- 2014年8月20日:ウクライナ国防省によると、陸軍航空隊所属のMi-24攻撃ヘリコプター1機がホルリフカ近くで撃墜され、乗員2名が死亡した[33]。

- 2014年8月29日:イロヴァイスクの戦いの最中、地対空ミサイルによって空軍所属のSu-25M1攻撃機1機（機体記号08 blue）がスタロベシェヴェ（英語版）近くで撃墜された。パイロットのウラジスラフ・ヴォロシン（ウクライナ語版）大尉は脱出し、4日後にウクライナ軍支配地域に達し、国家親衛隊に救出された[34][35][36]。

## アメリカ陸軍の評価
2016年4月5日、アメリカ合衆国上院軍事委員会で開かれた陸軍近代化プログラム公聴会の証人である、陸軍能力統合センター（ARCIC）長のH・R・マクマスター中将は、ロシアが「階層化された防空能力」をもって「地上からウクライナ上空で航空優勢を確立した」と指摘した。これは、2015年からフィリップ・ブリードラブ米欧州軍司令官や、フランク・ゴレンツ米欧州空軍司令官らが指摘してきた。公聴会に出席したジョン・マーレー陸軍参謀本部G8部長は「我々には偉大な空軍がいるが、ここ 1、2 年の間、その前提そのものを疑わなければならなくなった」と指摘した。このように、アメリカ陸軍は、ウクライナ軍の航空機損失を重大な事象と認識し、ロシア軍の防空能力を高く評価した。